# Пукялявичюс, Арунас
Арунас Пукялявичюс (лит. Arūnas Pukelevičius; 9 мая 1973, Каунас) — литовский футболист, полузащитник. Выступал за сборную Литвы.

## Биография
В начале взрослой карьеры играл в высшей лиге Литвы за «Вильтис» (Вильнюс) и «Дайнаву» (Алитус). В 1991 году перешёл в сильнейший клуб Литвы тех времён — вильнюсский «Жальгирис», в его составе провёл следующие семь лет. Становился чемпионом (1991/92), неоднократным серебряным и бронзовым призёром чемпионата страны, обладателем и финалистом Кубка Литвы. В первых сезонах не был регулярным игроком основного состава, а осенью 1993 года отдавался в полугодичную аренду в «Нерис», но с сезона 1995/96 стал регулярно играть за команду. В этот период провёл 9 матчей и забил 2 гола в Кубке УЕФА.
Весной 1998 года перешёл в польский клуб «Висла» (Краков), но сыграл там только 2 матча. В 1999 году выступал в Китае за клуб «Шэньчжэнь Пинъан» вместе с ещё одним литовцем — Витаутасом Карвялисом. В 2000 году вернулся в «Жальгирис» и снова завоевал серебряные медали чемпионата и стал финалистом Кубка Литвы, а также провёл один матч в Кубке УЕФА. В 2001 году перешёл в «Ветру», с которой в том же сезоне вылетел из высшего дивизиона Литвы, а в следующем сезоне победил в первой лиге. В 2003 году играл за клуб «Швеса» (Вильнюс). Часть сезона 2004 года провёл в таллинском ТФМК, сыграв 7 матчей в чемпионате Эстонии. В 2004—2005 годах играл в первой лиге за «Алитис» (Алитус), с этим клубом в 2005 году победил в первой лиге. В конце карьеры выступал на любительском уровне за «Прелегентай» (Вильнюс).
Всего в высшей лиге Литвы забил 34 гола.
В 2013 году стал победителем чемпионата Литвы среди ветеранов в составе «Дайнавы».
Вызывался в молодёжную сборную Литвы, сыграл 2 матча и забил один гол в отборочном турнире молодёжного чемпионата Европы.
В национальной сборной Литвы дебютировал 16 октября 1996 года в товарищеском матче против Бразилии (1:3). В 1997 году в составе сборной стал победителем Кубка Балтии. В 1996—1997 годах сыграл три матча, четвёртый и последний матч провёл спустя шесть лет, 29 марта 2003 года против Германии.

## Достижения
- Чемпион Литвы: 1991/92
- Серебряный призёр чемпионата Литвы: 1992/93, 1993/94, 1994/95, 1996/97, 2000
- Бронзовый призёр чемпионата Литвы: 1995/96
- Обладатель Кубка Литвы: 1992/93, 1993/94, 1996/97
- Финалист Кубка Литвы: 1991/92, 1994/95, 1999/00
- Победитель Кубка Балтии: 1997